# Ligusticum tenuisectum
Ligusticum tenuisectum là một loài thực vật có hoa trong họ Hoa tán. Loài này được H. Boissieu mô tả khoa học đầu tiên năm 1903.